# Прем'єр-міністр Пакистану

Штандарт прем'єр-міністра

Прем'єр-міністр Пакистану (урду وزیر اعظم) — голова уряду Пакистану. Обирається Національною асамблеєю Пакистану, найчастіше є лідером партійної коаліції, що отримала більшість голосів. Президент має право відсторонити від посади прем'єр-міністра, розпустивши асамблею і призначивши нові вибори. Сімнадцята поправка до Конституції дозволила Верховному суду Пакистану накладати вето на рішення президента про відсторонення прем'єр-міністра.
У періоди воєнного стану посада прем'єр-міністра була скасована, обов'язки глави виконавчої влади виконував президент.
Нинішній прем'єр-міністр — Шахбаз Шариф, склав присягу 11 квітня 2022.

## Перелік прем'єр-міністрів Пакистану
- 14 серпня 1947 — 16 жовтня 1951 — Ліакат Алі Хан
- 1951—1953 — Ходжа Назімуддін
- 1953—1955 — Мугаммед Алі Богра
- 1955—1956 — Чоудгурі Мугаммед Алі
- 1956—1957 — Х.Ш.Сухраварді
- 1957 — І. І. Чудрігар
- 1957—1958 — Малік Фероз-хан Нун
- 1958 — Мугаммед Аюб Хан
- 1973—1977 — Зульфікар Алі Бхутто
- 1988—1990 — Беназір Бхутто
- 1990 — Гулам Мустафа Джатой
- 1990—1993 — Наваз Шариф
- 1993—1996 — Беназір Бхутто (2-й раз)
- 1997—1999 — Наваз Шариф (2-й раз)
- 2004—2007 — Шаукат Азіз
- 2008—2012 — Юсуф Реза Гілані
- 2012—2013 — Раджа Первез Ашраф
- 5 червня 2013 — 29 липня 2017 — Наваз Шариф (3-й раз)
- 29 липня 2017 — 31 травня 2018 — Шахід Хакан Аббасі
- Насирул Мульк — 1 червня — 18 серпня 2018 (в. о.)
- Імран Хан — 18 серпня 2018 — 10 квітня 2022
- Шахбаз Шариф — 11 квітня 2022 — 14 серпня 2023
- Анвар уль-Хак Какар — 14 серпня 2023 — 4 березня 2024 (в. о.)
- Шахбаз Шариф — 4 березня 2024 — нині (2-й раз)